# PAN parks
Parks PAN (de l'anglais Protected area network : réseau d'aires protégées) est un projet lancé en 1997 par le fonds mondial pour la nature (WWF) et le groupe Molecanten (une société néerlandaise d'hébergement touristique). Il vise à établir un réseau européen d'aires protégées alliant protection de la nature et tourisme durable. Il fonctionne comme une sorte de label récompensant les aires protégées satisfaisant à un certain nombre de critères.
En 2014, l'organisation est déclarée en faillite.

## Parcs du réseau
En 2012, il y a 12 parcs ayant obtenu le label PAN parks :
- Parc national de l'archipel ( Finlande)
- Parc national de Bordjomi-Kharagaouli ( Géorgie)
- Parc national du Balkan central ( Bulgarie)
- Parc national de Dzukija ( Lituanie)
- Parc national de Fulufjället ( Suède)
- Parc national de la Majella ( Italie)
- Parc national d'Oulanka ( Finlande)
- Parc national Paanajärvi ( Russie)
- Parc national de Peneda-Gerês ( Portugal)
- Parc national Retezat ( Roumanie)
- Parc national de Rila ( Bulgarie)
- Parc national de Soomaa ( Estonie)